# جاستن كلويفرت
جاستن كلويفرت (ولد في 5 مايو 1999) وهو لاعب كرة قدم هولندي، يلعب جاستن كلويفرت لصالح نادي بورنموث في الدوري الإنجليزي الممتاز ويلعب مع المنتخب الوطني الهولندي. يلعب كلويفرت في مركز الجناح الأيسر في المنتخب والنادي.

## نادي الوظيفي
كلويفرت جاء من خلال شباب ناديأياكس أمستردام الهولندي. ظهر لأول مرة في الدورى الهولندي الدرجة الثانية Eerste Divisie لأول مرة مع نادي جونغ أياكس في 16 أيلول/سبتمبر 2016 في المباراة ضد نادي MVV ، ليحل محل فينس جينو ديكير في الدقيقة ال67، وخسر فريقه المباراة 0-1 خارج الأرض. شارك كلويفرت في أول مبارياته مع الفريق الأول لأول مرة في الدوري الهولندي في الثاني من  يناير 2017 في المباراة التي انتهت بفوز فريقه 3-1 على بي إي سي زفوله، عندما حل محل الألماني أمين يونس في الدقيقة 39. وسجل أول هدف له في الدوري الهولندي 19 مارس 2017 في مباراة ضد SBV Excelsior.
في 26 نوفمبر عام 2017، كلويفرت فتح حسابه التهديفي في الموسم بإحرازه هاتريك حيث فاز فريقه 5-1 على ضيفه رودا كيركراده؛ لم يحرز والده هاتريك في الدورى الهولندي أبداً من قبل.

## المهنية الدولية
في يورو تحت ال 17 عام 2016 الذي عقد في أذربيجان، كلويفرت لعب طوال البطولة مع المنتخب الهولندي واستطاع الصعود إلى الدور نصف النهائي.
تم استدعاء جاستن كلويفرت للمشاركة مع المنتخب الأول الهولندي لكرة القدم تحت قيادة المدرب رونالد كومان في مارس 2018 في مباريات ودية ضد انجلترا والبرتغال. شارك جاستن كلويفرت في أول مباراة له بقميص المتنخب الهولندي في 27 مارس في مباراة انتصر فيها المنتخب الهولندي 3-0 على المنتخب البرتغالى بطل أوروبا في ملعب جنيف، بعد ما شارك كبديل للاعب ممفيس ديباي قبل 12 دقيقة من إنتهاء المباراة.

## الحياة الشخصية
جاستن هو ابن لاعب كرة القدم الدولي الهولندي السابق باتريك كلايفرت وحفيد لاعب كرة القدم السابق كينيث كلويفرت. جاستن يعتبر واحد من اللاعبين الصاعدين.[بحاجة لمصدر أفضل]

## روابط خارجية
- جاستن كلايفرت على موقع الاتحاد الأوربي (الإنجليزية)
- جاستن كلايفرت على موقع إي إس بي إن إف سي (الإنجليزية)
- جاستن كلايفرت على موقع قاعدة بيانات كرة القدم.إي يو (الإنجليزية)
- جاستن كلايفرت على موقع ليكيب (الفرنسية)
- جاستن كلايفرت على موقع ناشيونال فوتبول تيمز (الإنجليزية)
- جاستن كلايفرت على موقع Soccerbase.com (لاعب) (الإنجليزية)
- جاستن كلايفرت على موقع Soccerway.com (الإنجليزية)
- جاستن كلايفرت على موقع عالم كرة القدم.نت (الإنجليزية)
- جاستن كلايفرت على موقع AS.com (الإسبانية)